# Epichilo obscurefasciellus
Epichilo obscurefasciellus là một loài bướm đêm trong họ Crambidae.